# Carrer Major (Torrelameu)
El Carrer Major és una via pública de Torrelameu (Noguera) inclosa a l'Inventari del Patrimoni Arquitectònic de Catalunya.

## Descripció
Carrer amb cases senyorials, amb façanes de pedra picada, portades amb arcs de mig punt adovellats i finestres allindades. Al final del carrer s'obre la plaça de l'Església amb l'edifici que li dona nom.

## Història
Aquest carrer juntament amb la plaça de l'Església formen el nucli vell del poble. El carrer Major està format per cases particulars, algunes de les quals avui dia es troben desocupades. Antigament va ser la zona habitada per les famílies adinerades del poble, però actualment ja no és així.